# Giacomo Di Chirico
Giacomo Di Chirico (né  le 27 janvier 1844 à Venosa en Basilicate - mort le 26 décembre 1883 à Naples) est un peintre italien de l'école napolitaine du XIXe siècle.

## Biographie
Giacomo Di Chirico, né à Venosa en Basilicate est issu d'une famille besogneuse. Son père qui exerçait la profession de  menuisier, est mort en 1847, quand  Giacomo avait à peine trois ans.
Il fréquenta un institut scolaire privé, et pour soutenir financièrement sa famille il commença à travailler comme barbier. Entre-temps, influencé par son frère Nicola, un sculpteur de vingt ans son aîné, il commença à s'intéresser à l'art.
Il a réalisé de petits tableaux qui ont remporté un certain succès dans son entourage  l'incitant à devenir peintre.
Il obtint une bourse d’étude de la commune de Venosa et s'inscrivit à l'Académie des beaux-arts de Naples.
En 1865, il a fréquenté l'atelier de Tommaso De Vivo et a suivi les cours de Francesco De Sanctis.
Entre 1868 et 1871, il vécut à Rome, où il perfectionna son savoir-faire, puis retourna à Naples où il ouvrit un atelier artistique et se lia d'amitié avec Domenico Morelli et Filippo Palizzi.
Il eut comme élèves  Antonio Ferrigno et Pietro Scoppetta.
À partir de 1873, il réalisa des œuvres reproduisant le folklore de la Basilicate.
La Domenica delle Palme, une de ses peintures les plus connues, lui valut la médaille d'argent de Ferrare (1874).
Le Sposalizio in Basilicata, obtint un grand succès et fut exposé à Paris (1877), Vienne (1879) et à Munich (1882).
Le tableau fut acheté par le marchand d'art français Adolphe Goupil qui était un de ses admirateurs et qui lui fit exposer diverses œuvres dans sa galerie de Paris.
En 1878 il épousa à Maiori Emilia D’Amato de laquelle il eut une fille, Maria.
Ente 1877 et 1878, Di Chirico fut professeur honoraire de l'Institut royal des beaux-arts.
À partir de 1882, De Chirico, victime de troubles mentaux, dut être placé au Manicomio Provinciale Leonardo Bianchi. Après diverses vicissitudes, Di Chirico mourut à Naples en 1883, âgé de 39 ans.
Pendant sa carrière il obtint de nombreuses récompenses:
- Une médaille d'argent à Ferrare, (1874).
- Un prix d'honneur par le jury de l'exposition napolitaine,
- Deux médailles d'or par la municipalité de Venosa et par la Province de Basilicate,
- La croix de cavalier de la Couronne d'Italie.

Giacomo Di Chirico est considéré avec Domenico Morelli et Filippo Palizzi, comme l'un des plus importants artistes napolitains du  XIXe siècle.
En reconnaissance de son talent, le roi Victor-Emmanuel II de Savoie lui décerna l' -Ordre de la Couronne d'Italie.

## Œuvres
- Autoportrait,
- La Domenica delle Palme (« Le Dimanche des Rameaux »)
- Le corps de Buoso da Duera retrouvé par les moines capucins.
- Sposalizio in Basilicata (« Mariage en Basilicate »)
- Quintus Horatius Flaccus
- Donna lucana (« Femme lucquoise »).

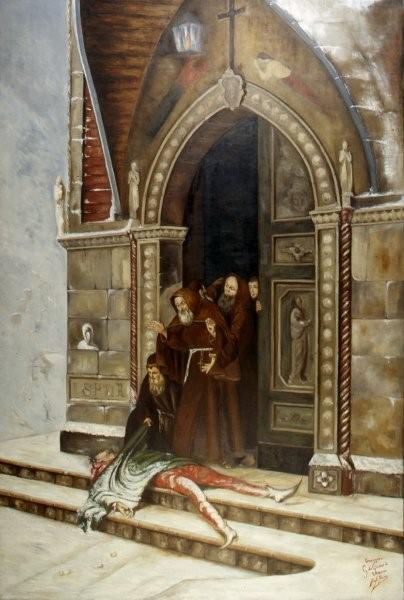
Le corps de Buoso da Duera...
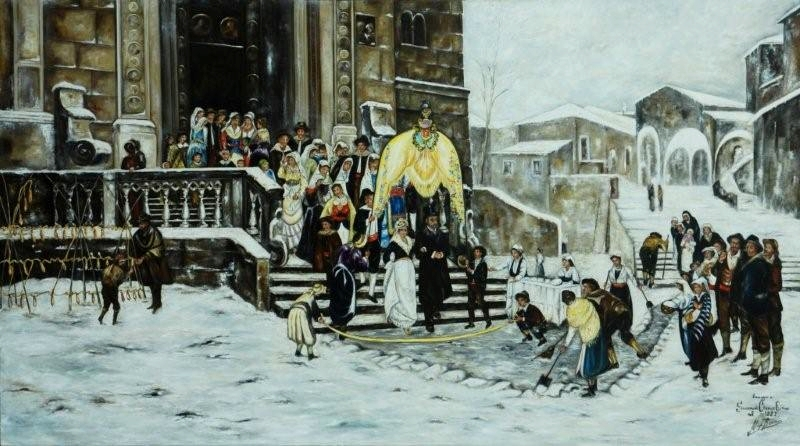
Mariage en Basilicate
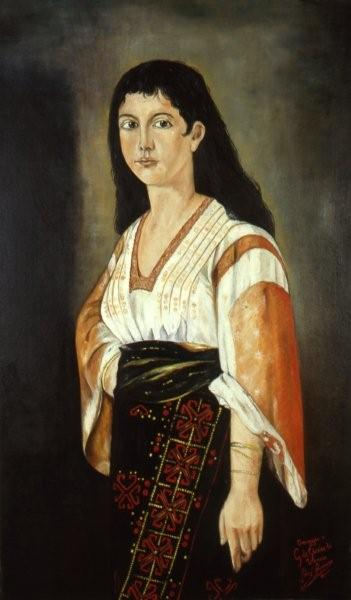
Femme lucquoise
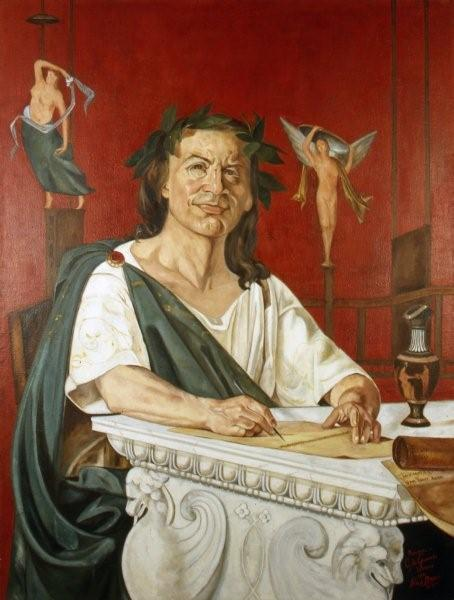
Quintus Horatius Flaccus

## Sources
- (it) Cet article est partiellement ou en totalité issu de l’article de Wikipédia en italien intitulé « Giacomo Di Chirico » (voir la liste des auteurs).